# A Present for Everyone
A Present for Everyone è il secondo album in studio del gruppo britannico Busted, pubblicato nel 2003.

## Tracce
1. Air Hostess – 3:57
2. Crashed the Wedding – 2:39
3. Who's David – 3:31
4. She Wants to Be Me – 3:23
5. 3AM – 3:39
6. That Thing You Do – 3:24
7. Over Now – 3:53
8. Fake – 3:25
9. Meet You There – 3:06
10. Why – 4:47
11. Better Than This – 3:55
12. Can't Break Thru – 4:13
13. Nerdy – 3:45